# Ludolph Christian Treviranus
Ludolph Christian Treviranus (1779 - 1864) var en tysk botaniker.
Han var først læge i Bremen, men blev 1807 lærer ved lyceet i denne by, hvorfra han 1812 efterfulgte Link som professor i botanik ved Universitetet i Rostock; senere blev han professor i Breslau, ligeledes efter Link, indtil han 1830 overtog Nees von Esenbecks professorat i Bonn, hvor han blev til sin død. Treviranus var en af sin tids mere fremragende planteanatomer og -fysiologer, der tilskrev "livskraften" den væsentligste årsag til processerne i plantens legeme og for så vidt var noget gammeldags i sine anskuelser. Det var Treviranus, der opdagede cellemellemrummene i parenkymvævet, men han antog dem rigtignok for fyldte med saft, hvis bevægelse han endog skildrede; det var også Treviranus, der opdagede, at karrene dannes ved cellesammensmeltning. Han skrev blandt andet en Physiologie der Gewächse (2 bind, 1835—38) samt Von der Entwickelung des Embryo und seiner Umhüllungen in Pflanzenei (Berlin 1815, med 6 tavler), værker, som længe benyttedes på grund af deres omhyggelige litteraturangivelser. En Gesneracé, Trevirana, er af Willdenow opkaldt efter ham.